# Кисангани-Бангока (аэропорт)
Международный аэропорт Кисангани-Бангока (фр. Aéroport international de Kisangani Bangoka) (ИАТА: FKI, ИКАО: FZIC) — расположен в 12 км к востоку от одноимённого города Кисангани, провинция Чопо, на севере Демократической Республики Конго.

## Аварии и проишествия
8 июля 2011 года произошла катастрофа Boeing 727, при попытке сесть в международном аэропорту города Кисангани. Boeing 727 потерпел крушение в 15:00 по местному времени при посадке в плохих погодных условиях, пилот пытался посадить самолёт, но не попал на взлётно-посадочную полосу.